# NGC 1889
NGC 1889 (również PGC 17196) – galaktyka eliptyczna (E), znajdująca się w gwiazdozbiorze Zająca. Odkrył ją 29 października 1851 roku Bindon Stoney – asystent Williama Parsonsa. Wraz z sąsiednią galaktyką NGC 1888 została skatalogowana jako Arp 123 w Atlasie Osobliwych Galaktyk.